# Asowsches Meer
Koordinaten: 46° 6′ 0″ N, 36° 30′ 0″ O
Das Asowsche Meer (ukrainisch Азо́вське мо́ре Asowske more, russisch Азо́вское мо́ре Asowskoje more, in der Antike auch Palus Maeotis oder Maiotis) ist ein Nebenmeer des Schwarzen Meeres und mit diesem durch die Straße von Kertsch verbunden. Die Stadt Asow an der Mündung des Don ist Namensgeberin für das Binnenmeer.

## Geografie

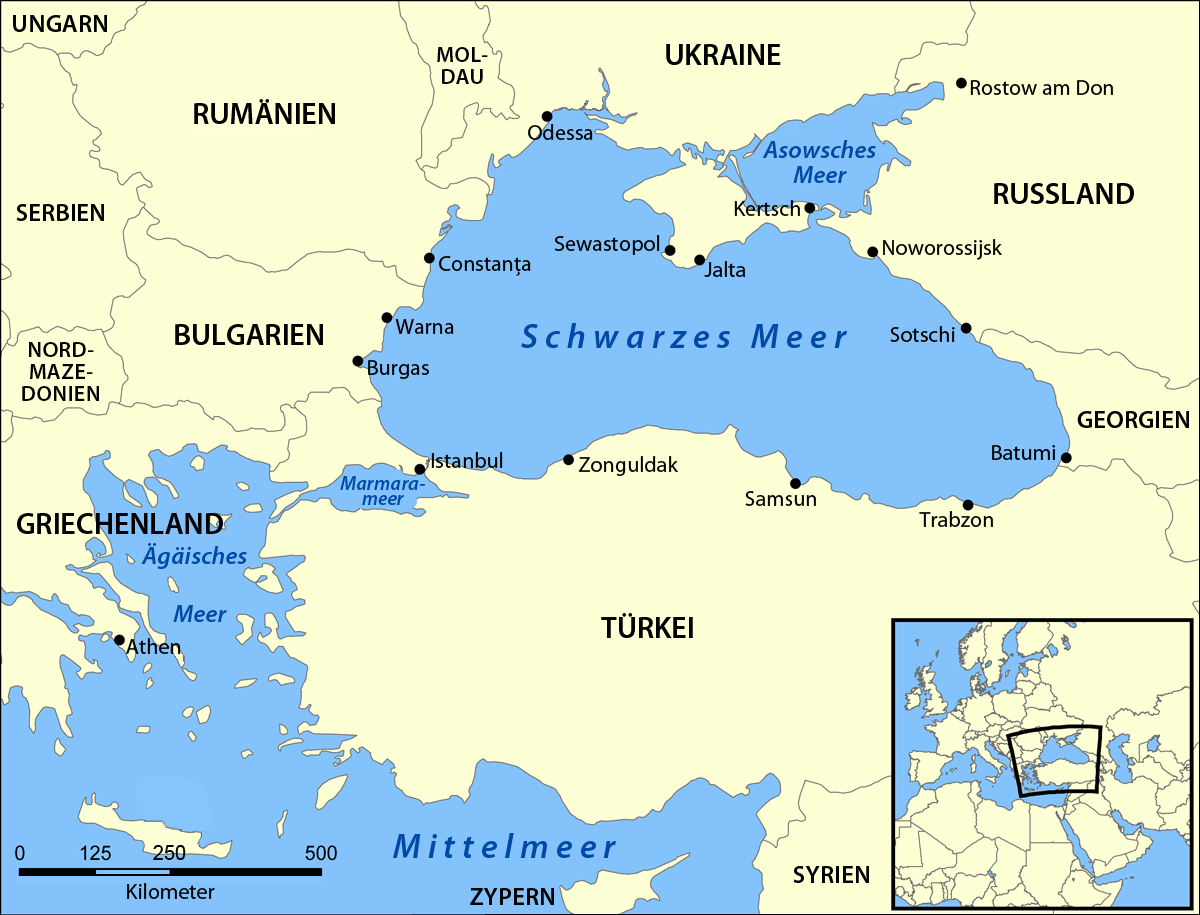
Die Lage des Asowschen Meeres in Osteuropa

Das Asowsche Meer ist mit einer Fläche von 37.600 km² etwa 70-mal so groß wie der Bodensee und etwas größer als Baden-Württemberg, die maximale Tiefe beträgt aber lediglich 14 Meter. Damit und mit nur 8 Metern durchschnittlicher Wassertiefe ist das Asowsche Meer das flachste Meer der Erde, wodurch im Sommer ohne weiteres 25 bis 30 °C Wassertemperatur erreicht werden können, während es im Winter zwei bis vier Monate lang zufrieren kann. Der Salzgehalt beträgt im Durchschnitt elf Promille, in den nördlichen Teilen sind es sogar nur zwei bis vier Promille.
Die wichtigsten Zuflüsse sind der Don und der Kuban. Sie sorgen aufgrund ihres permanenten Süßwasserzuflusses für einen relativ niedrigen Salzgehalt, der nur ein Viertel des Salzgehalts im Schwarzen Meer beträgt. Diese Besonderheit berichtete schon der griechische Historiker Polybios (2. Jahrhundert v. Chr.) in seinem Geschichtswerk (Buch IV.40–42).

### Inseln und Halbinseln
Die Nordküste des Asowschen Meeres weist eine Reihe von teilweise sehr langgestreckten Nehrungen auf:
- Berdjansk-Nehrung
- Bilosarajka-Nehrung
- Byrjutschyj-Insel
- Fedotowa-Nehrung
- Halbinsel Krim
- Kosa Krywa-Nehrung
- Obytitschna-Nehrung
- Taman-Halbinsel
- Insel Tusla
- Halbinsel Tschonhar

### Länder
Anrainerstaaten sind die Ukraine im Westen und Norden und Russland im Südosten. Die Halbinsel Krim und die Taman-Halbinsel trennen das Asowsche vom Schwarzen Meer, mit dem es  durch die Straße von Kertsch verbunden ist. Das Westende des Meeres bildet der Sywasch, ein flaches, salzhaltiges System aus Buchten und Binnenseen.
Laut einem Vertrag von 2003 zwischen Russland und der Ukraine gilt das Asowsche Meer als Binnengewässer; beide Staaten können überall Boote kontrollieren, die ebenso überall verkehren dürfen. Dies sei „ideal zur Störung“ des Verkehrs, schrieb die NZZ: Im Jahr 2018 machte primär die russische Küstenwache vom Kontrollrecht Gebrauch und hielt täglich Handelsschiffe „aus aller Herren Ländern“, zeitweise  bis zu mehreren Tagen, auf.

### Städte
Am Asowschen Meer liegen die Hafenstädte Berdjansk, Mariupol, Taganrog, Jeisk und (etwas Don-aufwärts) Rostow am Don, außerdem die Stadt Asow (an der Donmündung), der das Meer seinen Namen verdankt.

## Klima
Das Klima am Asowschen Meer ist gemäßigt kontinental. Während die Temperaturen im  Januar  bei 0 bis 6 °C liegen, erreichen sie im Juli Werte von 23,5 bis 24,5 °C. Die durchschnittliche jährliche Wassertemperatur  liegt bei rund  9 bis 11 °C. Die jährlichen Niederschläge schwanken zwischen 220 und 500 mm.
Im Winter lösen starke Fröste, Tauwetter und Nebelwetterlagen einander häufig ab. In der Zeit von Ende Dezember bis Anfang März bildet sich am  nördlichen Ufer eine dauerhafte Eisdecke. Berüchtigt sind orkanartige Winterstürme, die mitunter das Treibeis in die Straße von Kertsch drücken und damit die Passage blockieren.

## Fauna
Wegen des hohen Nährstoff- und Sauerstoffeintrages über die Flüsse sowie der guten Durchmischung des Wassers, einhergehend  mit einer starken Erwärmung, beobachtet man im Asowschen Meer eine reichhaltige Tier- und Pflanzenwelt. Auch der hohe Plankton- und Benthosgehalt trägt zu dieser Vielfalt bei. Bis zu etwa 350 Arten wirbelloser Tiere und ungefähr 80 verschiedene Fischarten werden in der Fauna des Asowschen Meeres beobachtet, darunter Barsche, Brachse, Elritze, Coregonus, Groppe, Heringe, Karpfen, Makrele, Meeräschen, Meerplötzen, Schollen und Störe. Besonders häufig sind Sardellen und Sardinen. Zahlreiche Fischarten sind Süßwasserfische, die Salzwasserfische sind überwiegend Einwanderer aus dem Mittelmeer. In den Notzeiten nach dem Zweiten Weltkrieg war die Versorgung der Bevölkerung aus diesem
reichhaltigen Fischbestand besonders wichtig, der allerdings durch Raubfische wie Störe und Barsch stark vermindert wurde.

## Geschichte

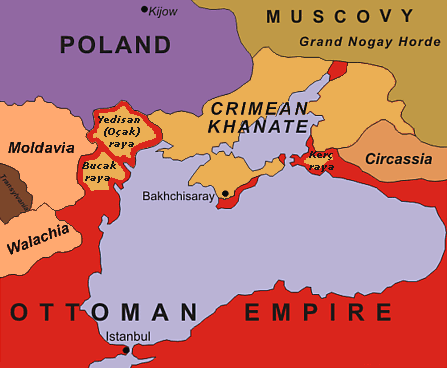
Das Umfeld des Meeres um 1600, das Krim-Khanat beherrschte die Küste (Asow und die Städte an der Südküste der Krim gehörten unmittelbar zum Osmanischen Reich)

Das fischreiche Gewässer wurde in Griechenland durch die Fahrten der Milesier und Ionier bekannt; es erfolgten Koloniegründungen, z. B. in Pantikapaion und Phanagoreia. Die griechische Bezeichnung lautete Maiotis limne, die lateinische Maeotis palus (nach dem damaligen Anrainer-Volk der Maioten). Im hebräischen Buch der Jubiläen lautet der Name Meat. Der griechische Historiker Polybios diskutiert ausführlich in seinem Geschichtswerk (Buch IV.39–40) die Ursache für die Versandung des Meeres. Im Mittelalter war auch die Bezeichnung Chasarisches Meer üblich. Die Gebiete rund um das Asowsche Meer blicken auf eine bewegte Vergangenheit zurück, denn nicht nur die Griechen gründeten hier Kolonien; auch ganz verschiedene Völker, z. B. die Awaren, die Bulgaren, die Hunnen oder die Goten zogen in der Zeit der Völkerwanderung vom dritten bis zum neunten Jahrhundert hier durch. Etwa 300 Jahre lang stand das Gebiet unter Herrschaft der Tataren, bis dann ab 1783 die gesamte Küste des Asowschen Meeres an das Russische Reich und die spätere Sowjetunion überging. Seit 1991 gehört das Nordwestufer zur Ukraine, das Ostufer zu Russland.

## Wirtschaft
Der sehr reichhaltige Fischbestand stellt neben dem Tourismus einen wirtschaftlich wichtigen Faktor für die Bewohner dar. Wegen seiner flachen Sandstrände und warmen, trockenen Sommer ist das Asowsche Meer besonders bei Familien mit Kindern beliebt. Hotels und Sanatorien mit Heilanwendungen sind wichtige Stützen des Tourismus.
Nach der völkerrechtswidrigen Annexion der Krim durch Russland im Jahr 2014 nahm der Tourismus am ukrainischen Ufer zu; die Anzahl Touristen in Berdjansk im Jahr 2018 habe ein Mehrfaches der Zahlen vor 2014 betragen. Die Schifffahrt hingegen nahm massiven Schaden durch den russischen Krieg in der Ukraine und die Eröffnung der Krimbrücke; in Mariupol halbierte sich der Umsatz von 2013 bis 2018. Geplante Ausbauten wurden obsolet. Gemäß dem Direktor des Hafens von Mariupol seien diese wirtschaftlichen Auswirkungen von Russland beabsichtigt.

## Infrastruktur und Zugang
Da der Don durch Kanäle über die Wolga mit Kaspischem Meer, Ostsee und Weißem Meer verbunden ist, ist das Asowsche Meer eine wichtige Verbindung für die Schifffahrt in Richtung des Schwarzen Meeres. Wegen der geringen Wassertiefe ist die Befahrung von Schiffen mit mehr als 7 m Tiefgang problematisch und gefährlich.
Russland baute nach der Annexion der Krim 2014 von 2015 bis 2018 die Krim-Brücke über die Straße von Kertsch. Bis zu deren Eröffnung gab es einen Fährverkehr. Gegen den Brückenbau hatte die ukrainische Regierung seit 2015 heftig protestiert: unter der Brücke können nur noch Schiffe bis 33 Meter Höhe durchfahren, und die Brücke zementiere Russlands Anspruch auf die annektierte Krim. Die Schifffahrt wird zusätzlich beeinträchtigt durch russische Kontrollen in Kertsch, wo Schiffe im Verkehr mit der Ukraine meist drei Tage, aber auch bis sieben Tage auf die Abfertigung warten müssen; gleiche Wartezeiten gelten dann wiederum für deren Ausfahrt. Dienste wie MarineTraffic zeigen, dass Schiffe sich auf den Reeden vor der Brückenpassage stauen. Die Logistik der Passagen (Genehmigungen, Kontrollen) ist unzureichend oder vorsätzlich gestört.
Seit dem russischen Überfall auf die Ukraine hat die Ukraine keinen Zugang mehr zum Asowschen Meer.
Die Krim-Brücke wurde am frühen Morgen des 8. Oktober 2022 durch Explosionen und einen daraus entstehenden Brand schwer beschädigt.